# Arbogasto el joven
Arbogasto el joven fue un militar romano del siglo V conocido por haber gobernado, militar y administrativamente, un territorio centrado en la ciudad de Augusta Treverorum (la actual Tréveris) durante un periodo de transición entre la caída del Imperio romano de Occidente y la consolidación del reino franco.